# Прозрачницы
Прозрачницы (лат. Pedicia) — род двукрылых семейства Pediciidae.

## Описание
Обычно крупные комары жёлтой, коричневато-жёлтой или серой окраски. Теменной бугорок на голове хорошо развит. Усики, как правило, состоят из 13—16 члеников, реже 11 члеников. У самцов усики отогнуты назад. Голени передних ног с одной шпорой, средние и задние голени с двумя шпорами. Крылья длиной от 11 до 25 мм. На них имеется тёмный рисунок. За радиальными и медиальными жилками нет добавочных поперечных жилок. Длина личинок от 15 до 25 мм. Псевдоподии имеются только на брюшных сегментах с IV по VII. В отличие от личинок Dicranota лишены крючков на вершине. Яйца удлиненно-овальной или эллиптической формы. Поверхность яйца ячеистая или бородавчатая.

## Биология
Личинки развиваются в подушках водных и полуводных мхов, почвах болот, в мелких водотоках под камнями и опавшими листьями. По особенностям питания личинки хищники, их жертвами являются личинки комаров-звонцов и мокрецов. Перед окукливанием строят чехлик из шёлковых нитей. Чехлик облепляется частичками детрита. В течение сезона развивается одно или два поколения.

## Классификация
В составе рода около 60 видов, сгруппированных в три подрода.
- Подрод Amalopis Haliday, 1856
  - Pedicia depressiloba Alexander, 1945
  - Pedicia fimbriatula Alexander, 1953
  - Pedicia norikurae Alexander, 1958
  - Pedicia occulta (Meigen, 1830)
  - Pedicia pallida Savchenko, 1976
  - Pedicia seticauda (Alexander, 1924)
  - Pedicia setipennis (Alexander, 1931)
  - Pedicia tenuiloba Alexander, 1957
  - Pedicia vetusta (Alexander, 1913)
- Подрод Crunobia Kolenati, 1859
  - Pedicia apusenica Ujvarosi & Stary, 2003
  - Pedicia dispar Savchenko, 1978
  - Pedicia littoralis (Meigen, 1804)
  - Pedicia lobifera Savchenko, 1986
  - Pedicia nielseni (Slipka, 1955)
  - Pedicia pallens Savchenko, 1978
  - Pedicia patens Alexander, 1938
  - Pedicia persica Alexander, 1975
  - Pedicia riedeli (Lackschewitz, 1940)
  - Pedicia semireducta Savchenko, 1978
  - Pedicia spinifera Stary, 1974
  - Pedicia staryi Savchenko, 1978
  - Pedicia straminea (Meigen, 1838)
  - Pedicia tjederi Mendl, 1974
  - Pedicia zangheriana Nielsen, 1950
  - Pedicia zernyi (Lackschewitz, 1940)
- Подрод Pedicia Latreille, 1809
  - Pedicia albivitta Walker, 1848
  - Pedicia arctica Frey, 1921
  - Pedicia baikalica (Alexander, 1930)
  - Pedicia bellamyana Alexander, 1964
  - Pedicia brachycera Alexander, 1933
  - Pedicia cockerelli Alexander, 1925
  - Pedicia contermina Walker, 1848
  - Pedicia cubitalis Alexander, 1933
  - Pedicia daimio (Matsumura, 1916)
  - Pedicia falcifera Alexander, 1941
  - Pedicia gaudens (Alexander, 1925)
  - Pedicia gifuensis Kariya, 1934
  - Pedicia goldsworthyi Petersen, 2006
  - Pedicia grandior (Alexander, 1923)
  - Pedicia issikiella Alexander, 1953
  - Pedicia kuwayamai Alexander, 1966
  - Pedicia laetabilis Alexander, 1938
  - Pedicia lewisiana Alexander, 1958
  - Pedicia magnifica (Hine, 1903)
  - Pedicia margarita Alexander, 1930
  - Pedicia nawai Kariya, 1934
  - Pedicia obtusa Osten Sacken, 1877
  - Pedicia parvicellula Alexander, 1938
  - Pedicia procteriana Alexander, 1939
  - Pedicia rivosa (Linnaeus, 1758)
  - Pedicia simulata Alexander, 1938
  - Pedicia subfalcata Alexander, 1941
  - Pedicia subobtusa Alexander, 1949
  - Pedicia subtransversa Alexander, 1933

## Распространение
Представители рода встречаются в Голарктике. Центром видового разнообразия является Восточная Азия.